# Evangelis de Lindisfarne
Els Evangelis de Lindisfarne són uns manuscrits escrits en llatí, il·luminats i datats de l'edat mitjana, que contenen els Evangelis de Mateu, Marc, Lluc i Joan. Van ser escrits a Lindisfarne, al comtat de Northumberland (Anglaterra), al pas del segle vii al segle viii. El llibre és considerat un dels millors exemplars d'art religiós a Anglaterra, amb un estil que combina temes anglosaxons i celtes. Es pensa que els Evangelis de Lindisfarne són obra d'un monjo anomenat Eadfrith, que va ser promogut bisbe de Lindisfarne el 698 i que va morir el 721. Un estudi recent ha suggerit que el llibre va ser escrit en una data al voltant de 710-720. El treball es va dur a terme «per Déu i Sant Cuthbert».

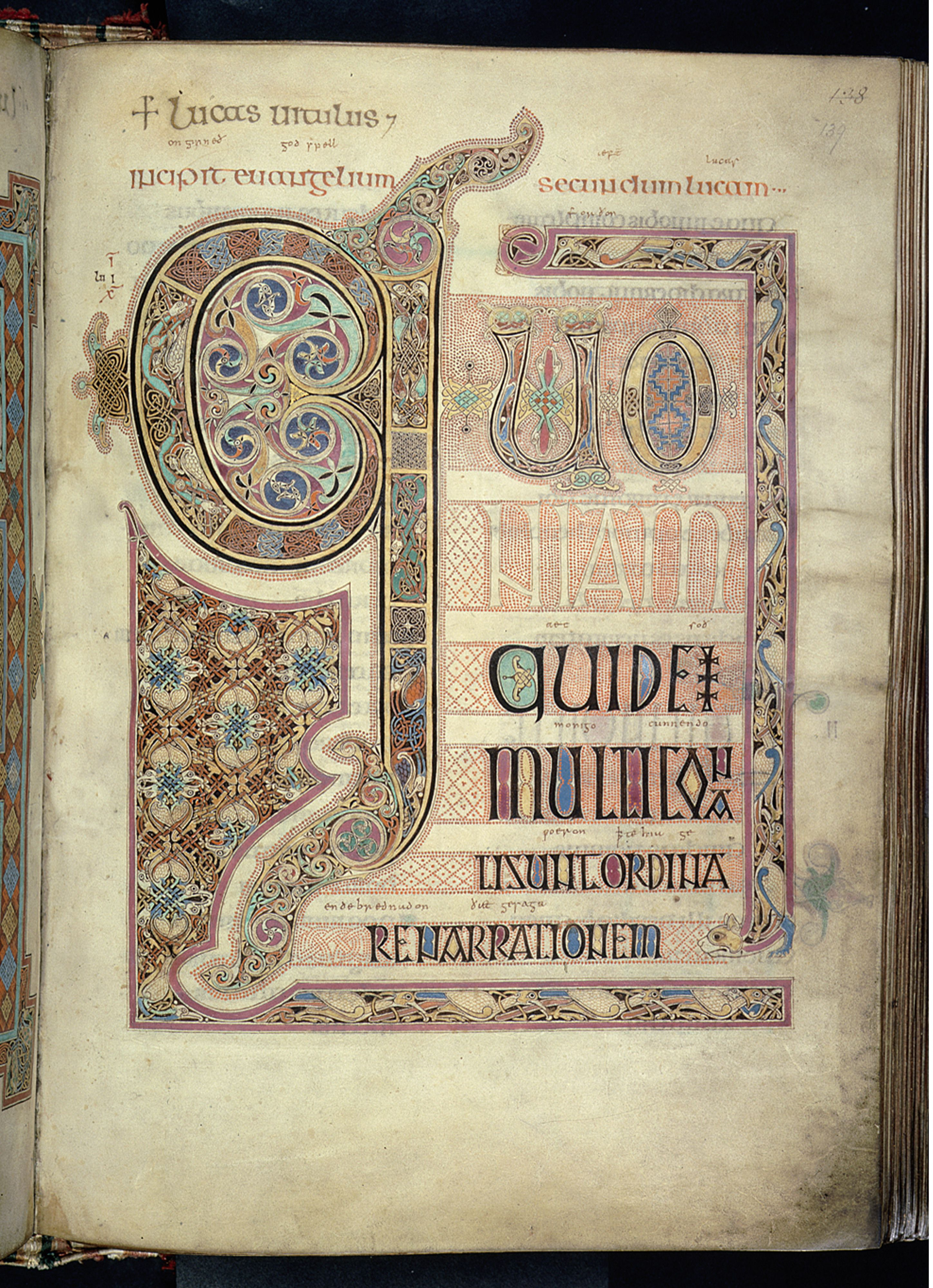
Pàgina de l'Evangeli de Lluc.
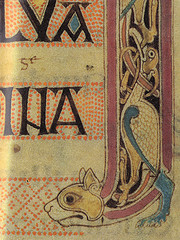